# Idle Thoughts
Pour plus de détails, voir Fiche technique et Distribution.
Idle Thoughts (littéralement : Pensées paresseuses) est un film canadien écrit, réalisé, produit et monté par Andrew Willig, sorti en 2018.

## Fiche technique
- Titre : Idle Thoughts
- Réalisation : Andrew Willig
- Scénario : Andrew Willig
- Producteur : Andrew Willig
- Société de production : Idle Productions
- Montage : Andrew Willig
- Photographie :
- Musique :
- Langue d'origine : anglais
- Pays d'origine :  Canada
- Genre : Comédie
- Lieux de tournage : Vancouver, Colombie-Britannique, Canada
- Durée : 95 minutes
- Date de sortie :
  -  États-Unis 14 mars 2018

## Distribution
- Gillian Barber : Loretta
- Leah Beaudry : Gabby
- Kimi Alexander : Elisa
- Gavi Beigel : Mike
- A.J. Birtwistle : Simon
- Michelle Brezinski : Angela
- Nathalie J. Cerny : Elaine
- Alan Colodey : Grumpy Frank
- Wonser De-Gbon : la fille séduisante
- Emma Flemington : Lucy
- Ava Frye : Patsy
- Peter Graham-Gaudreau (es) : Hugo Blakely
- David C. Jones : The Great Ramon
- Robert Leaf : Russell
- Evan Moyer : Clive